# Brading
Brading è un paese di 2 077 abitanti della contea dell'Isola di Wight, in Inghilterra.